# Monte Serla
Il Monte Serla (Sarlkofel in tedesco) è una montagna delle Alpi alta 2.378 m. Sorveglia l'accesso alla val di Landro, dalla val Pusteria e precisamente da Dobbiaco, in Alto Adige.

## Toponimo
Il suo nome fa riferimento ad un particolare tipo di roccia dolomitica: la dolomite di Serla, una roccia di dolomia a cromatura molto chiara.

## Descrizione

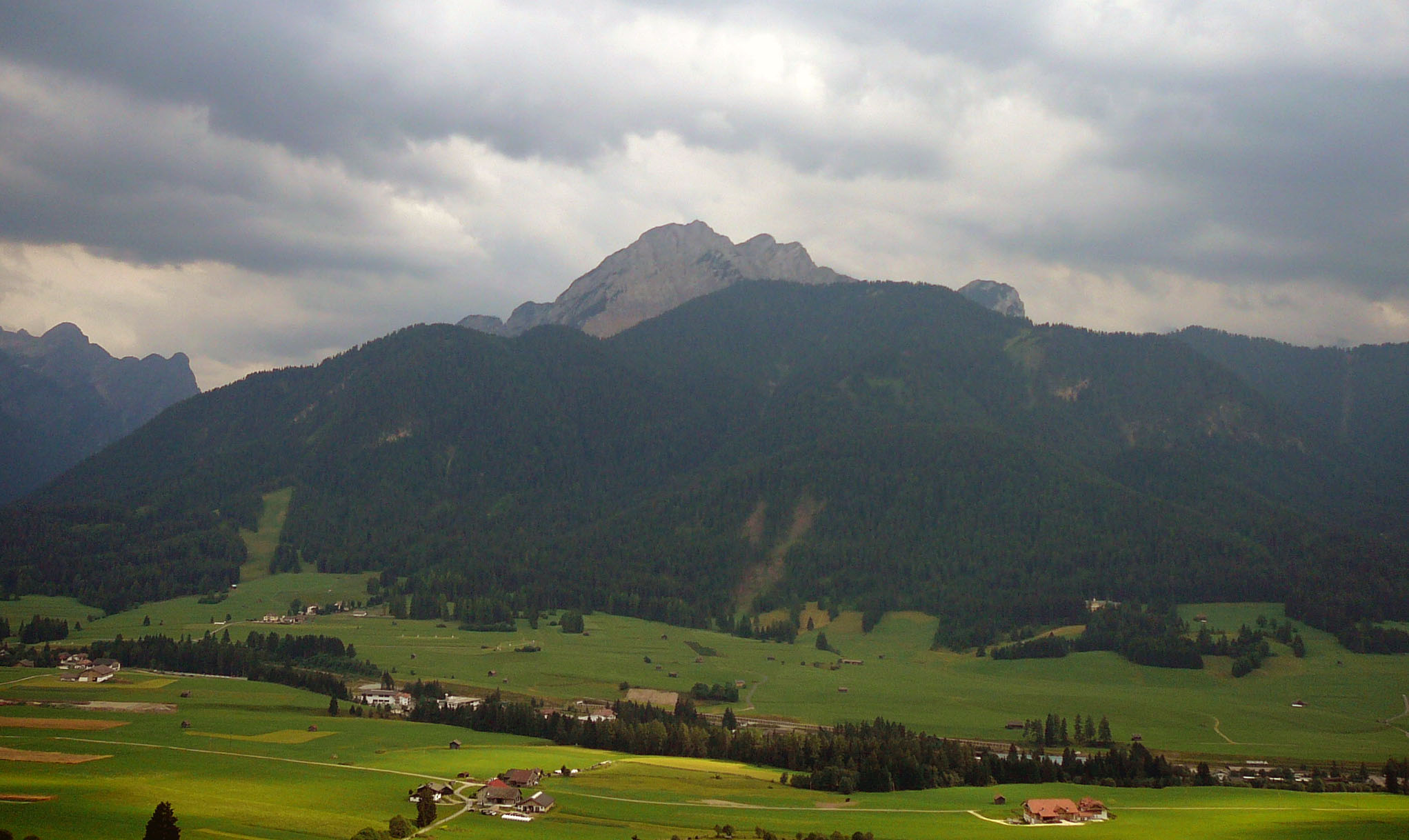
Il Monte Serla visto da Candelle (Dobbiaco)

La cima è abbastanza isolata e deve la sua fama di cima panoramica alla sua eccellente posizione. Dalla vetta infatti si gode un'ottima vista sul versante occidentale delle Dolomiti di Sesto (val dei Baranci, Alpe delle Pecore), sul Picco di Vallandro e sul versante nord della Croda Rossa d'Ampezzo, sulle Cime di Braies e sui Colli Alti.
A nord la Pusteria si svela al monte Serla in tutto il suo splendore, e appaiono anche le retrostanti e settentrionali Alpi Pusteresi, gli Alti Tauri fino, più ad ovest, le Alpi della Zillertal.
La cima appare dal paese sottostante di Dobbiaco come un monte inaccessibile, con le sue ripide e scoscese pareti. Senza togliere alla cima alcuna caratteristica, si scopre però che sul versante interno non vi sono più irte pareti, ma ampi prati verdi che vanno a formare l'Alpe Serla, dove d'estate pascolano numerose vacche.
La cima del monte è spesso soggetta a frane che discendono a valle presso il sottostante lago di Dobbiaco.

## Escursioni
Per raggiungere la cima, esistono principalmente quattro vie, due dalla val di Landro, e due dalla valle di Braies.

### Dalla val di Landro

#### Alpe Serla lungo la valle del Rio Serla

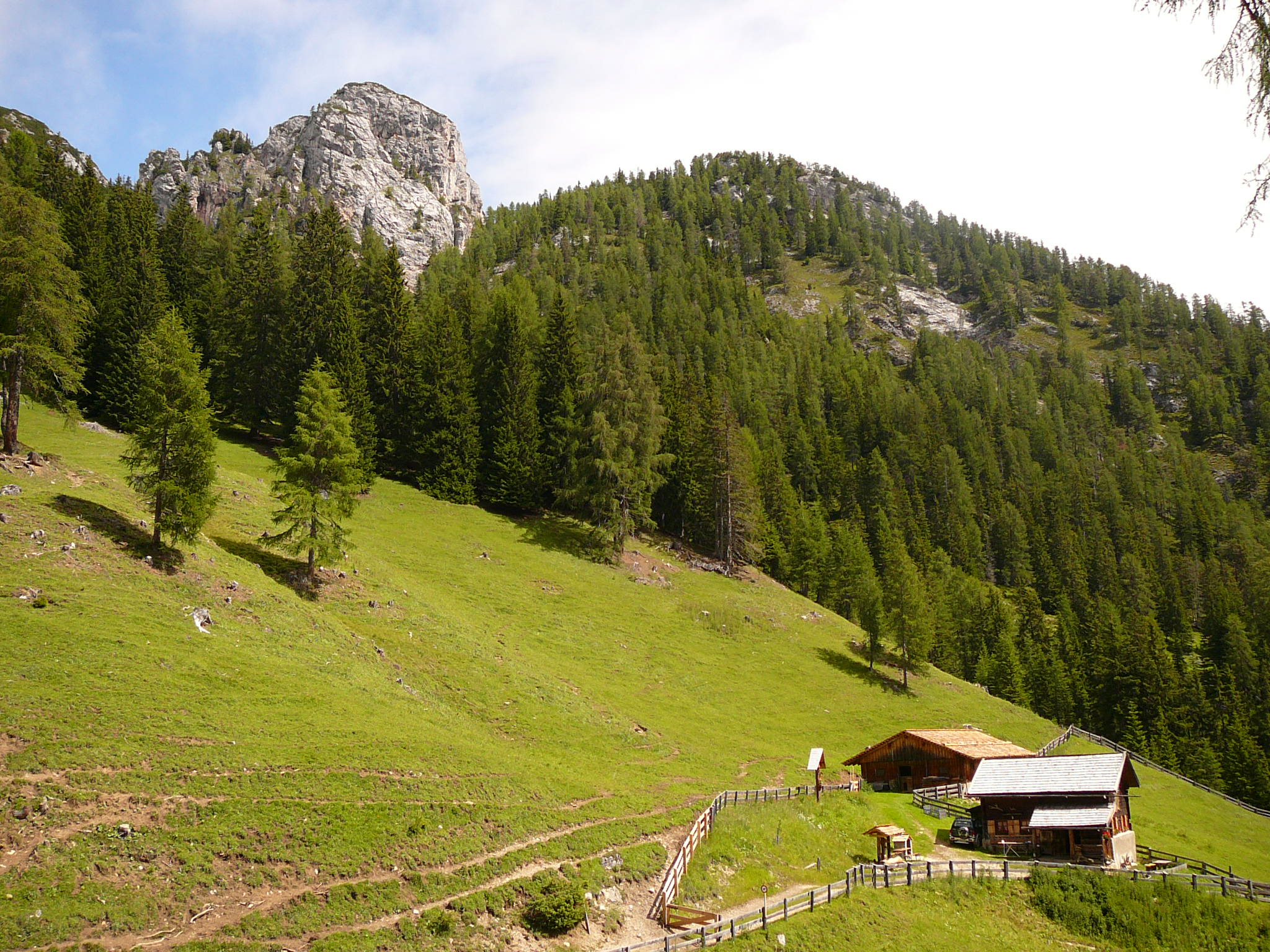
La malga Serla

880 m dislivello, 4/6 ore il giro completo
Per raggiungere la base della val di Serla bisogna innanzitutto introdursi nella val di Landro, sulla strada statale 51, fino al chilometro 130 (4 chilometri da Dobbiaco Nuova) e parcheggiare all'inizio di uno spiazzo sterrato sulla sinistra, in corrispondenza del ghiaino formato dal rio dei Baranci. Sulla destra della strada, scendendo una stradina sterrata si raggiunge la centrale elettrica Schmelze, da aggirare a sinistra, superando un ponticello sulla Rienza e proseguendo un pezzettino per il bosco.
Dopo una ventina di metri c'è un cartello che indica l'inizio del sentiero 14, che porta alla cima del monte Serla, inizialmente con una strada sterrata alquanto ripida. Si percorrono questi 500 metri di dislivello fino a raggiungere la malga Serla (Sarlhütte, 1720 m). Qui il sentiero prosegue a sinistra, seguendo il ruscello. Man mano il bosco di larici va a sfoltirsi, fino a raggiungere l'Alpe Serla, con i suoi ampi prati verdi, con molte vacche al pascolo. Si arriva così al passo Serla (Sarlriedel, 2099 m), dove si può tornare indietro, ma è consigliato andare avanti, attraversando la cresta dell'alpe, godendo tutta la fantastica vista sulle cime dolomitiche. Si prosegue così lungo lo steccato, fino ad arrivare ad un piccolissimo recinto in legno, da dove si stacca un sentiero che scende attraverso i prati erbosi, e in breve ci riporta alla malga Serla, da dove si ritorna all'inizio.

#### Anello di monte Serla
1160 m di dislivello, 5/7 ore

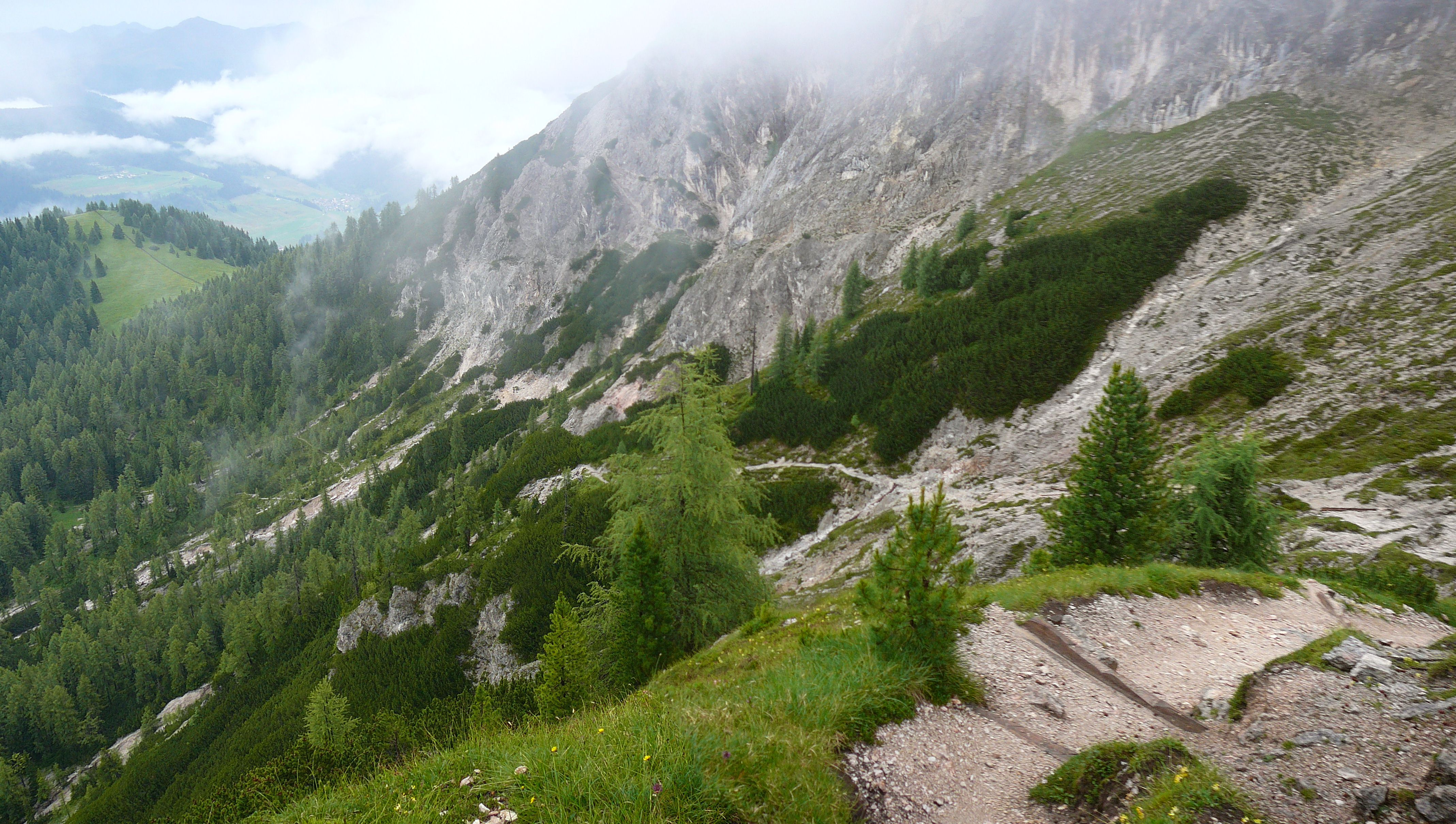
Salita al monte Serla dal sentiero n. 16

Si deve prendere la strada che da Dobbiaco Nuova dalla via del lago, porta alla vecchia piscina scoperta (ora vi è il parco avventura e lo stadio da fondo), la si supera e si arriva ad una piccola cappella, dove si può parcheggiare (1220 m). Qui si prende una strada sterrata (sentiero 16-33) che raggiunge il maso Troger (1437 m). Dal maso, nonostante ci sia una strada sterrata che sale, è consigliabile percorrere sulla destra il sentiero 16, che taglia i tornanti della strada. Si sale addentrandosi lungo la fitta foresta, fino a raggiungere i 1800 metri, dove gli abeti lasciano il posto ai larici e si iniziano ad aprire dei grandi prati verdi. Da qui si prende il sentiero 33, in direzione sud, scendendo un po' e superando un canalone ghiaioso. Poi una salita in diagonale tra pini mughi e rampe a volte faticose: i cosiddetti fasciumi.
Si raggiunge così la forcella Serla (Sarlsattel, 2229 m), da dove comincia l'ultima salita verso la cima per i più volenterosi (1 ora abbondante tra andata e ritorno). Dalla forcella invece si può anche iniziare ad intraprendere la via del ritorno, scendendo in direzione del monte Lungo (Lungkofel), seguendo la staccionata, fino ad incontrare un piccolo recinto di legno sulla sinistra. Qui appaiono pochi radi segnali che segnano una scorciatoia che porta alla malga Serla (1720 m), attraverso prati e lariceti. Dalla malga si scende attraverso una ripida strada sterrata, fino a raggiungere la via che porta nuovamente al lago di Dobbiaco, e quindi al parcheggio.

### Dalla Valle di Braies
1000 m di dislivello

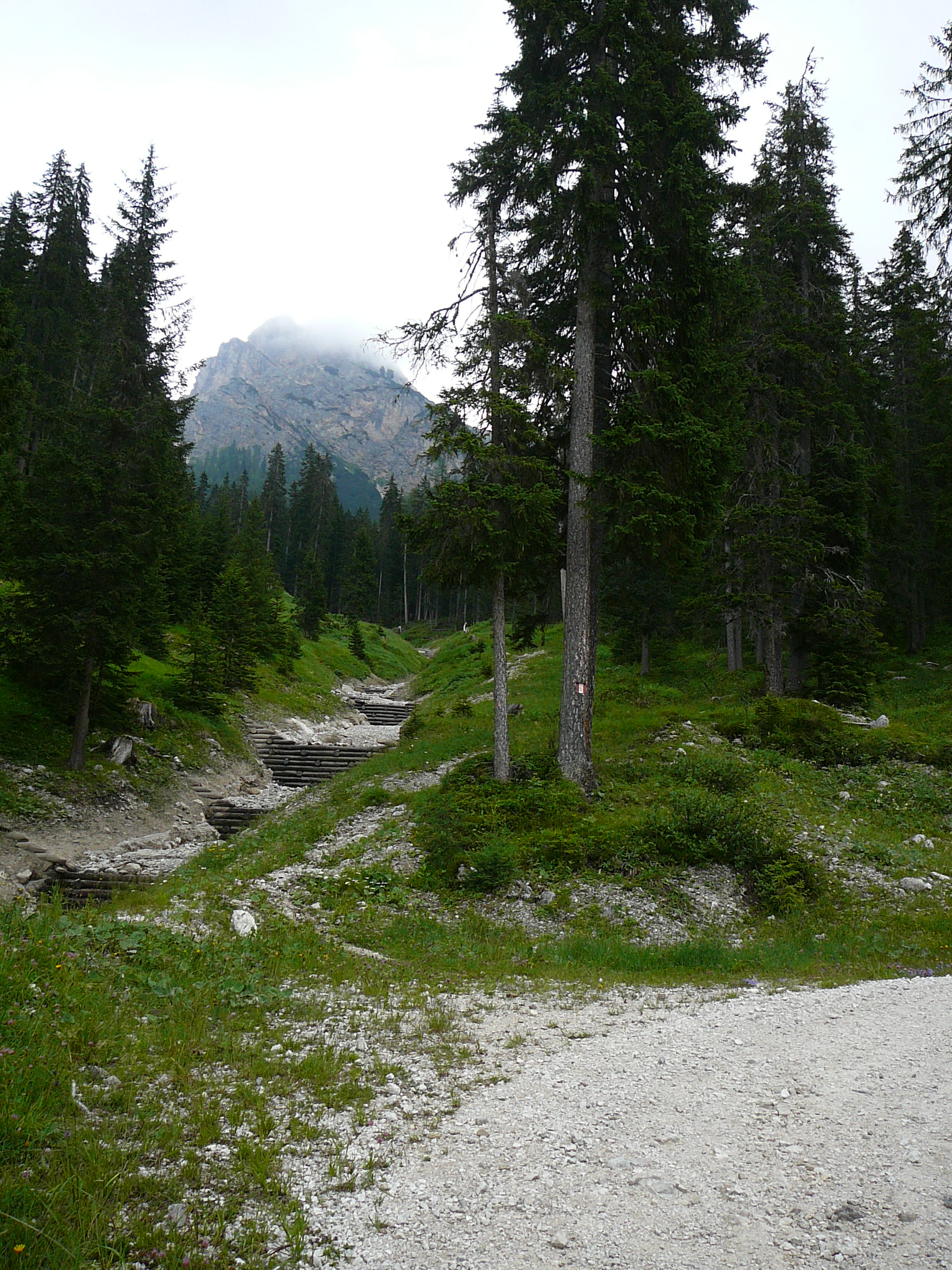
Inizio del sentiero n. 14

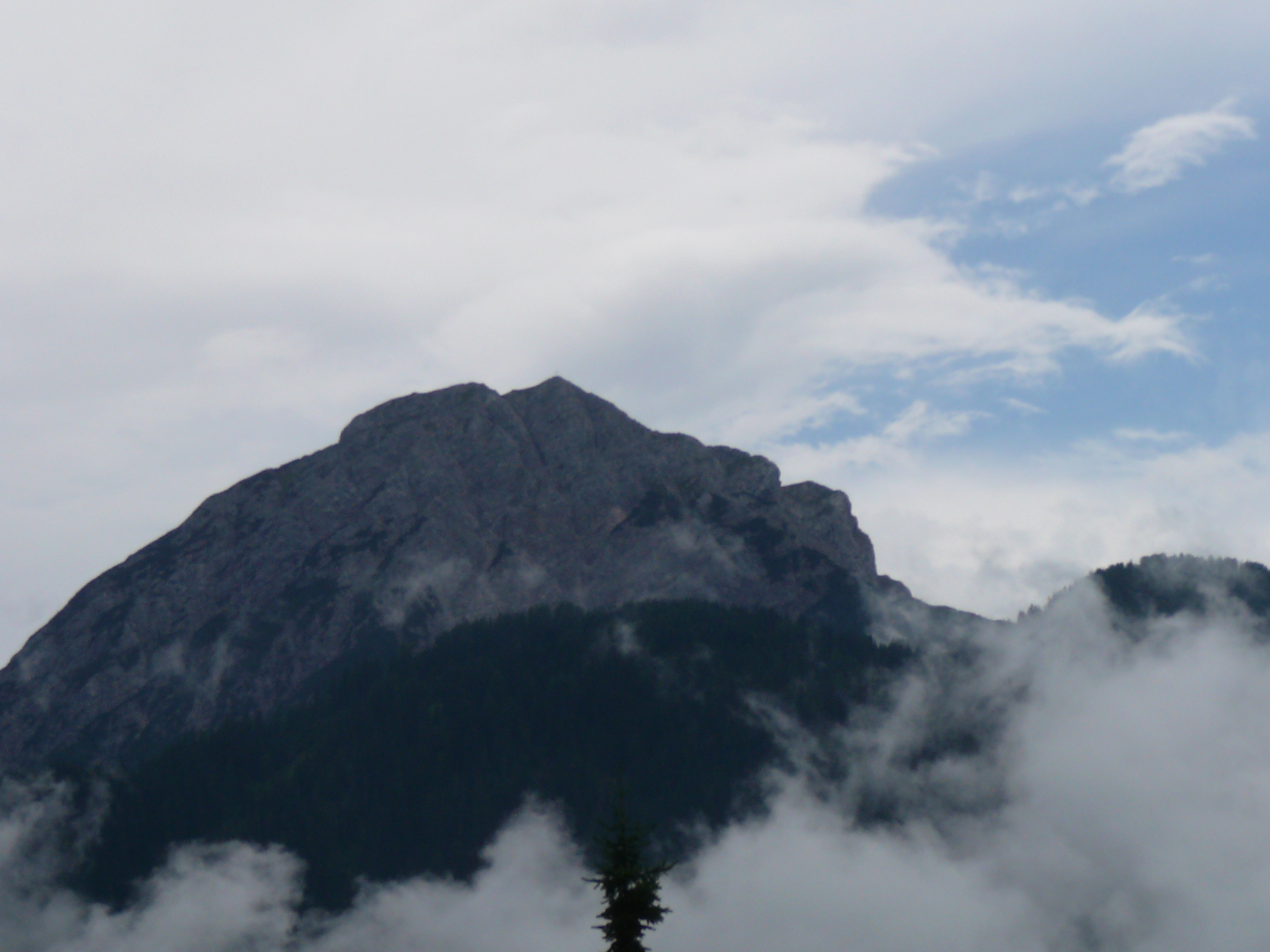
La cima del monte

Per raggiungere il monte Serla da Braies, bisogna raggiungere la località Bagni di Braies Vecchia, e prendere il sentiero 15, che passando alla destra del Sasso del Pozzo, porta fino alla malga Pozzo (Putzalm, 1740 m). Fin qui ci si può arrivare anche dal sentiero 15A, che però parte da Villabassa, precisamente da Bagni di Pian di Maria.
Avendo quindi raggiunto la malga, attraverso uno dei due sentieri, si prende il sentiero 16, che porta alla cima del monte Suez (2052). Si cambia ancora sentiero e si prende il 33, che porta, attraverso una ripida salita, con un sentiero a tratti esposto, alla forcella Serla (Sarlsattel, 2229 m). Da qui, come già descritto, si procede alla cima del monte.
Alternativamente esiste la possibilità di percorrere il sentiero n. 14 che inizia un centinaio di metri più dentro nella valle di Braies rispetto al sentiero n. 15, che però giunge al passo Serla (Sarlriedel, 2099 m). Da qui quindi è necessario percorrere per circa 40 minuti il sentiero n. 33 per giungere alla forcella Serla (Sarlsattel, 2229 m) e quindi alla cima.